# Brigada de Tanques (filme)
Brigada de Tanques (em tcheco/checo:  Tanková brigáda) é um filme tchecoslovaco de 1955 feito sobre o conflito na Frente Oriental na Segunda Guerra Mundial entre as forças alemãs e tchecoslovacas. O filme se passa em 1944 e segue a brigada de tanques da Checoslováquia durante a Batalha de Ostrava.

## Sinopse
No ano de 1944, a 1ª Brigada de Tanques tchecoslovaca, comandada pelo Major Stašek, abriu caminho até a fronteira da Tchecoslováquia com o exército soviético. Stašek precisa urgentemente de novos tanques, mas o representante do governo tchecoslovaco no exílio em Londres, General Hasal, recusa o seu pedido. Somente o tenente-coronel soviético Malintsev o ajudará. No entanto, isso não é suficiente para a próxima batalha por Dukla. A brigada de Stašek sofre pesadas perdas nos primeiros dias da batalha de Dukel, mas mesmo nesta situação o General Hasal não fornece tanques. O governo checoslovaco em Londres, por outro lado, preocupado com a criação de um exército popular, procura desmembrar toda a brigada. O Capitão Renč deverá garantir a sua dissolução final no estado-maior de Staško. Os soldados da brigada estão bastante enojados com a situação, mas o exército soviético ajudará novamente. Por ordem de Stalin, novos tanques são entregues cerimoniosamente à brigada. Uma unidade de tanques pode intervir eficazmente nas batalhas por Ostrava.

## Elenco
- Otomar Krejča: Major-General Milos Stasek;
- Bedřich Prokoš: oficial político Tenente Tomes;
- Martin Růžek: Capitão Renk;
- Július Pántik: tanquista Juraj Klimko;
- Jana Dítětová: enfermeira Olinka;
- Ota Sklenčka: tanquista Strnad "táta" (papai);
- Zdeněk Dítě: tanquista Vaněček;
- Jiří Sovák: tanquista Cabo Jaško;
- Jiri Vala: chefe partisan Miloš Sýkora;
- Miloslav Holub: ministro alemão;
- Vojta Plachý-Tůma: General Moskalenko;
- Jirí Dohnal: Klement Gottwald.

## Produção
O filme é em grande parte um filme de propaganda, retratando as ações da 1ª Brigada Blindada de Tanques Independente Tchecoslovaca, ao lado das forças soviéticas, ambas as quais abriram caminho para a fronteira da Tchecoslováquia e participaram da Batalha da Passagem de Dukla. O filme retrata a luta pela Eslováquia e a libertação bem-sucedida de Ostrava, no norte da Morávia. O filme foi rodado em Ostrava; uma cena retrata uma batalha pela ponte Miloš Sýkora na cidade de Ostrava, apresentando a ponte real. Três mil militares do Exército Popular da Tchecoslováquia participaram do filme.
A equipe que trabalhou no filme incluía muitas pessoas importantes da cinematografia tcheca, tais como o diretor de fotografia Jan Čuřík ou o diretor František Vláčil, o qual ajudou nas batalhas de tanques. O filme tem 93 minutos, em cores, e é estrelado por Otomar Krejča, Bedřich Prokoš, Martin Růžek, Július Pántik, Jana Dítětová, Ota Sklenčka, Zdeněk Dítě, Jiří Sovák, Rudolf Deyl ml., Jiri Vala, Miloslav Holub, Miloš Nedbal, Antonin Sura. O roteiro foi escrito por Jaroslav Klima, dirigido por Ivo Toman e produzido pela Československý Armádní Film.
Incomum para filmes de guerra, usava uma variedade de veículos blindados autênticos usados por ambos os lados, incluindo os russos T-34 e T-34/85, bem como os alemães Sturmgeschütz III, Panzer IV e um Schwimmwagen.